# Iiwake Maybe
„Iiwake Maybe” (jap. 言い訳Maybe) – trzynasty singel japońskiego zespołu AKB48, wydany w Japonii 26 sierpnia 2009 roku przez You! Be Cool.
Singel został wydany w dwóch edycjach: regularnej (CD+DVD) oraz „teatralnej” (CD). Osiągnął 2 pozycję w rankingu Oricon i pozostał na liście przez 78 tygodni, sprzedał się w nakładzie 145 776 egzemplarzy. Singel zdobył status złotej płyty.

## Lista utworów
| CD  |                                                                         |                                                                         |                                                                         |                                                                         |      |
| Nr  | Tytuł                                                                   | Słowa                                                                   | Kompozycja                                                              | Aranżacja                                                               | Czas |
| 1.  | „Iiwake Maybe” (jap. 言い訳Maybe)                                       | Yasushi Akimoto                                                         | Shunryū                                                                 | Yūichi "Masa" Nonaka                                                    | 4:10 |
| 2.  | „Tobenai agehachō” (jap. 飛べないアゲハチョウ)                          | Yasushi Akimoto                                                         | Yoshimasa Inoue                                                         | Yoshimasa Inoue                                                         | 3:42 |
| 3.  | „Iiwake Maybe” (jap. 言い訳Maybe) (off vocal ver.)                      |                                                                         | Shunryū                                                                 | Yūichi "Masa" Nonaka                                                    | 4:10 |
| 4.  | „Tobenai agehachō” (jap. 飛べないアゲハチョウ) (off vocal ver.)         |                                                                         | Yoshimasa Inoue                                                         | Yoshimasa Inoue                                                         | 3:42 |
| DVD |                                                                         |                                                                         |                                                                         |                                                                         |      |
| Nr  | Tytuł                                                                   | Tytuł                                                                   | Tytuł                                                                   | Tytuł                                                                   | Czas |
| 1.  | „Iiwake Maybe” (jap. 言い訳Maybe) (Music Clip)                          | „Iiwake Maybe” (jap. 言い訳Maybe) (Music Clip)                          | „Iiwake Maybe” (jap. 言い訳Maybe) (Music Clip)                          | „Iiwake Maybe” (jap. 言い訳Maybe) (Music Clip)                          |      |
| 2.  | „Tobenai agehachō” (jap. 飛べないアゲハチョウ) (Music Clip)             | „Tobenai agehachō” (jap. 飛べないアゲハチョウ) (Music Clip)             | „Tobenai agehachō” (jap. 飛べないアゲハチョウ) (Music Clip)             | „Tobenai agehachō” (jap. 飛べないアゲハチョウ) (Music Clip)             |      |
| 3.  | „AKB48 senbatsu sō senkyo Document” (jap. AKB48 選抜総選挙ドキュメント) | „AKB48 senbatsu sō senkyo Document” (jap. AKB48 選抜総選挙ドキュメント) | „AKB48 senbatsu sō senkyo Document” (jap. AKB48 選抜総選挙ドキュメント) | „AKB48 senbatsu sō senkyo Document” (jap. AKB48 選抜総選挙ドキュメント) |      |

## Skład zespołu
Członkinie, które wzięły udział w nagraniu singla, zostały wybrane w drodze głosowania:
„Iiwake Maybe”
- Team A:  Atsuko Maeda (środek, 1.), Mariko Shinoda (3.), Minami Takahashi (5.), Haruna Kojima (6.), Tomomi Itano (7.), Amina Satō (8.), Rie Kitahara (13.), Yukari Satō (15.), Minami Minegishi (16.), Miho Miyazaki (18.).
- Team K: Yūko Ōshima (2.), Tomomi Kasai (10.), Erena Ono (11.), Sayaka Akimoto (12.), Sae Miyazawa (13.), Asuka Kuramochi (21.).
- Team B: Mayu Watanabe (4.), Yuki Kashiwagi (9.), Kazumi Urano (17.), Aika Ōta (20.).
- Team S: Jurina Matsui (19.).

„Tobenai agehachō”
- Team A: Aki Takajō (23.).
- Team K: Megumi Ohori (24.), Yuka Masuda (25.), Natsumi Matsubara (30.).
- Team B: Rumi Yonezawa (środek, 22.), Natsumi Hirajima (26.), Rino Sashihara (27.), Haruka Katayama (28.).
- Team S: Rena Matsui (29.).

## Notowania
| Lista                                      | Pozycja |
| ------------------------------------------ | ------- |
| Oricon Weekly Singles Chart                | 2       |
| Billboard Japan Hot 100                    | 2       |
| Billboard Japan Hot Singles Sales          | 2       |
| Billboard Japan Hot Top Airplay            | 22      |
| Billboard Japan Adult Contemporary Airplay | 24      |

## Inne wersje
- Grupa SNH48 wydała własną wersję tytułowej piosenki, pt. „Jièkǒu” (chn. 借口), na trzecim minialbumie Koisuru Fortune Cookie w 2013 roku.
- Indonezyjska grupa JKT48, wydała własną wersję tytułowej piosenki na siódmym singlu Message on a Placard w 2014 roku.